# Heliconius nattereri
Heliconius nattereri é uma borboleta neotropical da família dos ninfalídeos (Nymphalidae) e subfamília Heliconiinae, nativa da região sudeste do Brasil e sul da região nordeste (Espírito Santo e Bahia), em uma área com menos de mil quilômetros de comprimento). É uma das mais raras espécies do seu gênero, ocorrendo em pequenos bolsões remanescentes da Floresta Costeira Atlântica original. Foi classificada por C. & R. Felder em 1865. É também o único Heliconius com padrões de asas sexualmente dimórficos, com os dois sexos sendo originalmente descritos como espécies separadas. Suas fêmeas foram classificadas como Heliconius fruhstorferi, por Riffarth, em 1899.

## Descrição dos sexos e descrição original
- Macho

Indivíduos do sexo masculino possuem as asas, vistas por cima, com padrão geral de coloração em negro e amarelo claro. Seus espécimes foram originalmente coletados na Bahia e descritos no texto Reise der Österreichischen Fregatte Novara um die Erde in den Jahren 1857, 1858, 1859 Unter den Behilfen des Commodore B. von Wüllerstorf-Urbair., por C. & R. Felder.
- Fêmea

Indivíduos do sexo feminino possuem as asas, vistas por cima, com padrão geral de coloração em negro, amarelo claro e laranja. Tal padrão lhes permite a semelhança com Heliconius ethilla (conhecida por Maria-boba) e Ithomiini locais, como a Mechanitis polymnia. Seus espécimes foram originalmente coletados no Espírito Santo e descritos no texto Neue Heliconius-Formen, por Riffarth, 34 anos após a descrição do macho por C. & R. Felder.

## Hábitos, habitat e alimentação das lagartas
Heliconius nattereri ocorre de zero a 1 300 metros de altitude, mas normalmente acima dos 600 metros e com baixa densidade populacional, em florestas primárias úmidas. Geralmente os machos voam rapidamente no dossel florestal e as fêmeas voam lentamente e no nível médio, buscando flores para sua alimentação. Suas lagartas são gregárias e se alimentam de Passiflora contracta (família Passifloraceae). Na mesma área ainda ocorrem Passiflora jiboiaensis, P. misera, P. alata e P. mansoi.

## Estado de conservação da espécie
Esta é considerada uma espécie em perigo crítico pela União Internacional para a Conservação da Natureza (UICN / IUCN) em sua Lista Vermelha. Em 2005, foi classificada como vulnerável na Lista de Espécies da Fauna Ameaçadas do Espírito Santo; em 2014 e 2018, respectivamente, como em perigo no Livro Vermelho da Fauna Brasileira Ameaçada de Extinção e na Lista Vermelha do Livro Vermelho da Fauna Brasileira Ameaçada de Extinção do Instituto Chico Mendes de Conservação da Biodiversidade (ICMBio); e em 2018, como em perigo na Lista das Espécies da Fauna Ameaçadas de Extinção no Estado do Rio de Janeiro.